# راشيل دوليزال
وُلدت راشيل آن دوليزال في 12 نوفمبر من عام 1977، تُعرف أيضًا باسم نيكتشي آماري ديال، وهي أستاذة جامعية سابقة وناشطة معروفة بمكانتها كامرأة سوداء كما تُشير إلى نفسها، وهي أيضًا رئيسة الفرع الوطني السابق للجمعية الوطنية للنهوض بالملونين (إن إيه إيه سي بّي).
كانت دوليزال رئيسة فرع إن إيه إيه سي بّي في سبوكين، واشنطن، منذ عام 2014 وحتى يونيو من عام 2015، حين استقالت في خضم الجدل حول هويتها العنصرية. خضعت دوليزال لرقابة عامة عندما صرح والداها الأبيضان علنًا أنها كانت تتظاهر بكونها سوداء. جاء تصريح والدي دوليزال بعد تقارير قدمتها الأخيرة إلى الشرطة ووسائل الإعلام المحلية، تفيد بأنها كانت ضحية جرائم كراهية ذات صلة بالعرق، ومع ذلك، فشل التحقيق في إثبات مزاعمها. عرفت دوليزال نفسها على أنها من عرق مختلط وادعت أن رجلًا أمريكيًا من أصل أفريقي كان والدها. فُصلت دوليزال في أعقاب هذا الجدل من منصبها كمدربة في الدراسات الإفريقية في جامعة شرق واشنطن، وعُزلت من منصبها كرئيسة لجنة أمين مظالم الشرطة في سبوكين بسبب «نمط من سوء السلوك». أقرت دوليزال في عام 2015، بأنها «وُلدت بيضاء، لأبوين أبيضين». لكنها استمرت بالتعريف عن نفسها بأنها سوداء.
أثار الجدل حول دوليزال نقاشًا وطنيًا في الولايات المتحدة حول الهوية العرقية. ذكر ناقدو دوليزال أنها ارتكبت الاستيلاء والاحتيال الثقافي، بينما أكدت دوليزال ومؤيدوها بأن هويتها الذاتية حقيقية. أصدرت دوليزال في عام 2017، مذكرات عن هويتها العرقية بعنوان: باللون الكامل، البحث عن مكاني في عالم أبيض وأسود.

## النشأة والعائلة والتعليم
ولدت دوليزال في مقاطعة لينكولن، مونتانا في 12 سبتمبر من عام 1977، لأمها روثان (لقبها قبل الزواج شيرتل) ولوالدها لورانس «لاري» دوليزال، اللذين كانا من العرق الأبيض وبشكل خاص من أصل ألماني وتشيكي وسويدي. كانت دوليزال عند ولادتها فتاة شقراء ذات عينين زرقاوين وشعر أملس. تزوجت روثان ولاري دوليزال في عام 1974. كان لدى دوليزال شقيق بيولوجي أكبر سنا يُدعى جوشوا دوليزال، الذي ألف كتابًا عن نشأتهما في مونتانا. أصبح جوشوا دوليزال اعتبارًا من عام 2015، أستاذًا متفرغًا للإنجليزية، في الكلية المركزية في آيوا. تبنى والدا دوليزال ثلاثة أطفال أمريكيين من أصل أفريقي وطفل من هايتي أثناء فترة مراهقتها.
قالت دوليزال إنها ولدت وعاشت في خيمة التيبة وأن أسرتها كانت تصطاد بالقوس والسهام لتؤمن غذاءها، لكن والدتها ذكرت أنها عاشت مع والد دوليزال لفترة وجيزة في خيمة التيبة في عام 1974، قبل ثلاثة سنوات من ولادة ابنتهما، وأن ادعاءات دوليزال كانت «كاذبة تمامًا». عاش والدا دوليزال منذ عام 2002 وحتى عام 2006، مع أولادهما بالتبني، في جنوب إفريقيا كمبشرين مسيحيين. قالت دوليزال أنها عاشت في جنوب إفريقيا في طفولتها، إلا أن عائلتها اعترضت على ادعائها هذا.
نشأت دوليزال وتربت على العقيدة الخمسينية. ادعت أن والديها كثيرًا ما أساءا معاملتها، وادعت أيضًا في مقابلة لها عام 2017، أنها تعلمت أن تصدق أن «كل شيء يأتي بشكل طبيعي، كان خاطئًا غريزيًا» وقد كررت هذه النقطة كثيرًا على مسامعنا!. قالت دوليزال في مقابلة لها عام 2015، إن والدتها و«زوج والدتها أبيض البشرة» قد «عاقباها بسبب لون بشرتها»، وقارنت هذه المعاملة المزعومة بالإساءة التي تعرض لها السود.
تلقت دوليزال تعليمًا منزليًا من خلال برنامج أكاديمية الحرية المسيحية وحصلت على تقدير دراسي يعادل 0.4 درجة. كانت واحدة من بين العديد من الطلاب المتفوقين الذين تخرجوا عام 1996. فازت بمنحة دراسية جامعية بقيمة 2000 دولار من قبل تاندي ليزر لمشاركتها في المسابقة التي أقامتها للفنون في عام 1996. شاركت في عام 1998 في الأعمال الفنية خلال الاحتفال السنوي الذي أُقيم في يونيو في سبوكين، وعبرت من خلال هذه الأعمال عن موضوعات أمريكية من أصل إفريقي باستخدام الكولاج (فن الملصقات) والأعمال التي استخدمت فيها مزيجًا مختلفًا من المواد.
التحقت دوليزال بعد تخرجها من الثانوية بجامعة بيلهافن في جاكسون، ميسيسبي، وحازت على شهادة البكالوريوس في عام 2000. ثم التحقت بكلية هوارد وهي من الجامعات والكليات السود التاريخية في العاصمة واشنطن، وحصلت منها على شهادة في الفنون الجميلة بدرجة سوما كام لاودي (مع أعظم الثناء). كانت أطروحة تخرجها من هوارد عبارة عن سلسلة من اللوحات أنجزتها من منظور رجل أسود البشرة. قالت دوليزال في وقت لاحق أنها قد خُدرت واعتُدي عليها جنسيًا من قبل «معلم موثوق» عندما كانت ترتاد جامعة هوارد وأن «مقاضاته كانت شبه مستحيلة».
تزوجت دوليزال في عام 2000 من كيف موور وهو رجل أسود كان حينها طالبًا في كلية الطب في جامعة هوارد، وحصلا على الطلاق في عام 2004 بعد أن أنجبا طفلهما فرانكلين موور.
حصلت دوليزال في عام 2010 على الوصاية القانونية لأخيها إيزايا دوليزال، المتبنى والبالغ من العمر 16 سنة بعد موافقة والديها على ذلك. سعى إيزايا إلى نيل حريته بعد أن ادعى أن لاري وروثان لم يضربوه وأخوته فحسب، بل هدودهم أيضًا بإرسالهم إلى منازل جماعية إن لم يطيعوهما. أنكر شقيق دوليزال بالتبني في وقت لاحق اتهامات إيزايا في مقابلة مع سي إن إن، ومع ذلك، فقد اعترف في مقابلة مع بزفيد بأن والديه بالتبني كانا صارمين واستخدما العقاب البدني في بعض الأحيان.
أنجبت دوليزال ابنًا آخر، لانغستون آتيكوس في فبراير عام 2016.

### دعوى قضائية ضد جامعة هوارد
قاضت دوليزال في عام 2002 جامعة هوارد بتهمة التمييز على أساس «العرق والحمل والمسؤوليات الأسرية والجنس وكذلك الانتقام»، لكن دون جدوى. زعمت دعواها القضائية بأنها حُرمت من تمويل المنح الدراسية ومنصب مساعد المدرس وغيرها من الفرص لأنها امرأة بيضاء. زعمت أيضًا أن إزالة عملها الفني من معرض طلابي أُقيم في هوارد عام 2001، «كان بسبب تمييز الطلاب الأمريكيين من أصل إفريقي» عليها.

## مهنتها

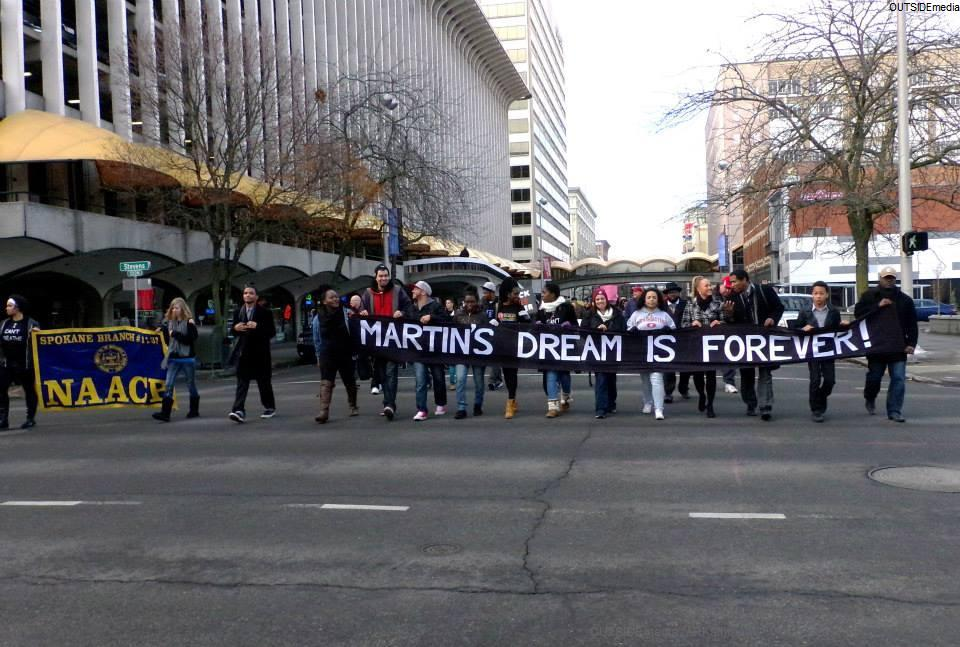
دوليزال (الرابع من اليمين) أثناء مشاركته في مسيرة مع نشطاء الجمعية الوطنية للنهوض بالملونين في سبوكان بواشنطن، حاملاً لافتة كتب عليها "حلم مارتن سيبقى إلى الأبد!" في يوم مارتن لوثر كينغ في يناير/كانون الثاني 2015.

### الفن
ابتكرت دوليزال منحوتة نافورة بعنوان (انتصار الروح البشرية)، ثُبّتت وسط مدينة سبوكان في يونيو 2005 وبيعت بالمزاد العلني لاحقًا لصالح معهد تعليم حقوق الإنسان.
في عام 2007، أثناء عملها كمدرسة فنون في مدرسة أيداهو، تعاونت دوليزال مع الأطفال لعمل خمسة أعمال لمعرض حقوق الطفل من قبل معهد تعليم حقوق الإنسان.

#### الاتهامات بالسرقة الأدبية
في يونيو 2015، وجهت بريسيلا فرانك في هافينغتون بوست وسارة كاسكون في آرتنت اتهامات بالسرقة الأدبية ضد دوليزال. يُزعم أن إحدى لوحات دوليزال مطابقة تقريبًا لعمل جي إم دبليو تيرنر عام 1840 بعنوان سفينة العبيد. اتهمت فرانك دوليزال بالسرقة الأدبية لعدم نسب الفضل إلى تيرنر. اتهمت كاسكون دوليزال بشكل غير مباشر بالسرقة الأدبية لرفضها ذكر لوحة تورنر أثناء بيع لوحتها الخاصة.

### النشاط في مجال الحقوق المدنية

#### معهد حقوق الإنسان
أشارت مقالة صحفية في يوليو من عام 2010 إلى أن دوليزال قد استقالت من منصب مدير التعليم في معهد حقوق الإنسان في كور دالين، أيداهو، بعد أن بقيت في المنصب لمدة عامين.  أشارت دوليزال إلى أنها أُجبرت على الاستقالة من المنظمة بعد أن رفض مجلس إدارتها تعيينها كمديرة تنفيذية.
انتُخبت دوليزال رئيسة لفرع سبوكان في عام 2014، لتحل محل جيمس ويلبورن. أُعلن عن استقالتها من منظمة الحقوق المدنية في 15 يونيو من عام 2015، بعد أن أصبح الجدل الدائر حول هويتها العرقية علنيًا.

#### التدريس والكتابة
في عام 2015، ذكرت جامعة شرق واشنطن أنه منذ عام 2010 تعيينها راشيل دوليزال في جامعة شرق واشنطن على أساس ربع سنوي كمدربة في برنامج أفريكانا التعليمي، وهو منصب بدوام جزئي لتلبية احتياجات البرنامج. درّست دوليزال مواد مثل: نضال المرأة السوداء وتاريخ الفن الأفريقي والأفريقي والتاريخ الأفريقي والثقافة الأمريكية الأفريقية ومقدمة إلى دراسات أفريقية. أشار بيان صادر عن مسؤولي الجامعة في 15 يونيو 2015، إلى أن دوليزال لم تعد موظفة في جامعة شرق واشنطن. على الرغم من أنها ليست أستاذة، فقد استخدمت لقب الأستاذة في عدة مواقع إلكترونية.
كانت دوليزال مساهمة متكررة في ذا إنلاندر، وهي صحيفة أسبوعية في سبوكان.
أصدرت دوليزال مذكراتها حول هويتها العرقية بعنوان: العثور على مكاني في عالم أبيض وأسود في مارس 2017.

### الهوية العرقية

#### بشكل عام
تعود أصول دوليزال إلى شمال ووسط أوروبا. لم تجد أبحاث الأنساب لأسلافها أي أصل غير أوروبي، تُعرّف عن نفسها بأنها أمريكية من أصل أفريقي.
وفقًا لشقيقها إيزرا، بدأت دوليزال في تغيير مظهرها في وقت مبكر من عام 2009، إذ بدأت في تغميق لون بشرتها وتجعيد شعرها في وقت ما نحو عام 2011. عندما انتقل إيزرا للعيش مع راشيل في عام 2012، أخبرته أن سكان منطقة سبوكان يعرفونها على أنها سوداء وقالت: لا تفشي سري.
ادعت دوليزال أنها ضحية مضايقات مرتبطة بالعرق، وصرّحت في 29 سبتمبر من عام 2009 أن أحدهم قد ترك حبل المشنقة على شرفتها. في يوليو من عام 2010، استقالت دوليزال من معهد تعليم حقوق الإنسان في مقاطعة كوتيناي. ذكرت سيرة دوليزال على موقع جامعة شرق واشنطن أنها قد استُهدفت ثماني مرات بينما كانت تعيش في ولاية أيداهو. ورد أن دوليزال قدمت عدة تقارير عن مضايقات وجرائم أخرى للشرطة في أيداهو وواشنطن، بما في ذلك أنها تلقت رسائل كراهية في صندوق البريد الخاص بها ووُضع صليب معقوف على باب معهد تعليم حقوق الإنسان مكان عملها السابق. بما يتعلق برسائل بريد، قال المحققون إن الظرف الذي يحتوي على التهديدات المزعومة لا يحتوي على طوابع بريدية أو رموز شريطية أو أي مؤشر آخر يدل على أن الخدمة البريدية قد تعاملت معه. قال مفتش البريد، الطريقة الوحيدة التي يمكن أن ينتهي بها الأمر بهذه الرسالة في صندوق البريد في حال وُضعت من قبل شخص لديه مفتاح الصندوق أو موظف في البريد. في عام 2015، لم تسفر أي من مزاعم دوليزال عن توقيف أو توجيه تهم جنائية.

## حياتها الشخصية
وفقًا مقال نُشر في فبراير 2015 في ذا إيستيرنر، قالت دوليزال إنها عانت من سرطان عنق الرحم في عام 2006، لكنها تعافت بحلول عام 2008. صرح شقيق دوليزال، أنه لا يعتقد أن هذا الادعاء صحيح.
في عام 2015، صرحت دوليزال بأنها مزدوجة الميول الجنسية. كما ذكرت أنها قد شُخّصت باضطراب ما بعد الصدمة.
في أكتوبر من عام 2016، غيرت دوليزال اسمها قانونيًا إلى عبارة نيجيرية تعني (هبة الله). وأوضحت لاحقًا أنها لا تزال تنوي استخدام اسم راشيل دوليزال كشخصية عامة، لكنها غيرت اسمها للحصول على فرصة أفضل في الحصول على عمل.
انتقلت دوليزال من ولاية واشنطن إلى أريزونا في عام 2020.

## رسوم الاحتيال
في فبراير من عام 2017، كانت دوليزال تتلقى قسائم طعام، وزعمت أنها على وشك التشرد وغير قادرة على العثور على عمل.
في مايو من عام 2018، وجهت إلى دوليزال تهمة الحنث باليمين من الدرجة الثانية والسرقة عن طريق الاحتيال في مجال الرعاية الاجتماعية من قبل وزارة الخدمات الاجتماعية والصحية بولاية واشنطن. رُفعت التهم بعد أن تم الكشف عن أنها تلقت 8.847 دولارًا أمريكيًا من المساعدات الغذائية ورعاية الأطفال بين أغسطس 2015 وديسمبر 2017. خلال تلك الفترة الزمنية، كانت تتلقى عشرات الآلاف من الدولارات من الدخل غير المبلغ عنه، لكنها أبلغت الدولة أن دخلها أقل من 500 دولار في الشهر. اكتشف محققو الولاية إيداع نحو 83.924 دولارًا في حسابها المصرفي على أقساط شهرية بين أغسطس 2015 وسبتمبر 2017 وذلك بعد نشر كتابها. وفقًا لمكتب المدعي العام في مقاطعة سبوكان، كان من الممكن أن تتلقى دوليزال عقوبة تصل إلى 15 عامًا. وافقت دوليزال في 25 مارس من عام 2019، على سداد الفوائد وإكمال 120 ساعة من خدمة المجتمع لتجنب المحاكمة.

## وصلات خارجية
- الموقع الرسمي
- راشيل دوليزال في قاعدة بيانات الأفلام على الإنترنت